# 拉卢普蒂耶尔-泰纳尔
拉卢普蒂耶尔-泰纳尔（法語：La Louptière-Thénard，法語發音：[la luptjɛʁ tenaʁ]）是法国奥布省的一个市镇，位于该省西部，和塞纳-马恩省及约讷省接壤，属于塞纳河畔诺让区。该市镇的总面积为13.68平方公里，2017年时的人口为289人。

## 历史
1971年，普莱西-加特布莱德整体合并入拉卢普蒂耶尔-泰纳尔。

## 交通
奥布省省道D177线和D439线在境内交汇。

## 人口
拉卢普蒂耶尔-泰纳尔人口变化图示
| 数据来源：INSEE |